# Aromatase-Mangel
Der Aromatase-Mangel ist eine sehr seltene angeborene Erkrankung mit vermindertem Östrogen und erhöhtem Testosteron im Blutserum aufgrund einer Störung der Herstellung des Enzyms Aromatase.
Der Aromatase-Mangel verhindert die Umwandlung von Testosteron in Estradiol und führt beim weiblichen Geschlecht zur frühzeitigen Virilisierung und ist eine der Ursachen des weiblichen Pseudohermaphroditismus.
Die Erstbeschreibung stammt aus dem Jahre 1978 durch D. Mango und Mitarbeiter.

## Verbreitung
Die Häufigkeit wird mit unter 1 zu 1.000.000 angegeben, bislang wurden etwa 20 Betroffene beschrieben. Die Vererbung erfolgt autosomal-rezessiv.

## Ursache
Der Erkrankung liegen Mutationen im CYP19A1-Gen (Cytochrom P450) auf Chromosom 15 Genort q21.2 zugrunde, welches zu einem Mangel an Aromatase führt.
Andere Mutationen in diesem Gen können zum Aromatase-Exzess-Syndrom führen.

## Klinische Erscheinungen
Klinische Kriterien sind:
Im letzten Drittel der Schwangerschaft führt der erhöhte Testosteronspiegel zu Virilisierungszeichen bei der Schwangeren, die sich nach der Geburt spontan zurückbilden.
Bei weiblichen Neugeborenen finden sich deutliche Zeichen der Virilisierung mit klinisch äußerer Intersexualität. Später können sich Follikelzysten bis zu einem Polyzystischem Ovar-Syndrom entwickeln, eine primäre Amenorrhoe und ausbleibender Pubertätswachstumsschub sind weitere Auffälligkeiten. Ohne Behandlung kann es zu einer Osteoporose kommen.
Beim männlichen Geschlecht kann mitunter ein Kryptorchismus vorliegen, häufiger fällt erst in der Pubertät ein  unproportionierter Hochwuchs mit verzögertem Knochenalter, Osteoporose und Genu valgum auf.

## Diagnose
Beim weiblichen Geschlecht ergibt sich die Verdachtsdiagnose meist bereits nach der Geburt, beim männlichen Geschlecht erst während der Adoleszenz oder später aufgrund ungebremsten Längenwachstums und verzögertem Schluss der Wachstumsfugen.

## Differentialdiagnose
Abzugrenzen sind:
Adrenogenitales Syndrom, angeborener Hypogonadotroper Hypogonadismus sowie Östrogenresistenz beim männlichen Geschlecht.

## Therapie
Die Behandlung besteht neben einer eventuellen operativen Korrektur in einer Hormonersatztherapie mit Östrogenen und Gestagenen beim Mädchen und mit Östrogenen beim männlichen Geschlecht.